# عطاءالله حیاتی
عطاءالله حیاتی (۴ خرداد ۱۳۳۱ در کرمانشاه -) کارگردان نویسنده و مدیر فیلمبرداری کُرد اهل ایران است.

## زندگی‌نامه
عطاالله حیاتی در سال ۱۳۳۱ در کرمانشاه متولد شد. وی در دو رشتهٔ فیلمبرداری از مدرسه عالی تلویزیون، و ادبیات درماتیک از دانشگاه هنر، فارغ‌التحصیل شده‌است. از سال ۱۳۵۴ به کار در تلویزیون مشغول شد و فعالیت در سینمای حرفه‌ای را از سال ۱۳۶۶ با فیلم گال به عنوان دستیار فیلمبرداری آغاز کرد. تا سال ۱۳۷۱ مدیر واحد فیلمبرداران شبکهٔ اول تلویزیون بود. وی فعالیت سینمایی را به‌طور حرفه‌ای سال ۱۳۵۹ به عنوان فیلمبردار آغاز کرد. او سال ۱۳۷۵ شرکت سینمایی «رسانه بین‌المللی شهرزاد» را تأسیس کرد.

## فیلم‌شناسی
- گال (۱۳۶۶ دستیار کارگردان)
- ماهی (۱۳۶۷ مدیر فیلمبرداری)
- گلنار (۱۳۶۷ مدیر فیلمبرداری)
- دخترم سحر (۱۳۶۸ مدیر فیلمبردای)
- به خاطر همه چیز چیز (۱۳۶۹ مدیر فیلمبرداری)
- رقص خاک (۱۳۷۹ مدیر فیلمبرداری)
- کودکانی از آب و گل (۱۳۷۲ نویسنده و کارگردان) نمایش داده نشد
- شهر زنان (۱۳۷۷ نویسنده و کارگردان)

### فیلم‌های کوتاه
- در پهنهٔ طالش (مشترک با محمد ملک‌زاده)
- عاشورا
- دریاچهٔ نئور
- روزی خواهد آمد (فیلمبردار)
- یک روز با مجید (فیلمبردار)
- یک روز پر ماجرا (فیلمبردار)
- شیار (فیلمبردار)
- قصهٔ کهنه (فیمبردار)
- کاوش (فیلمبردار)
- مظفر عکاس (فیلمبردار با همکاری رضا رضی)
- وقتی آسمان می‌گیرد (فیلمبردار)